# PocketStation
PocketStation — периферійний пристрій для PlayStation, створений Sony Computer Entertainment. Випущений на продаж 23 січня 1999 року і продавався тільки в Японії. Має РК-дисплей, годинник реального часу, може відтворювати звук, обмінюватися інформацією через інфрачервоний порт, а також приєднуватися до PlayStation як стандартна карта пам'яті.
Програмне забезпечення для PocketStation поставляється на дисках разом з іграми для PlayStation. За допомогою інфрачервоного порту можна грати в гру декільком гравцям одночасно (multiplayer), а також обмінюватися один з одним даними, збереженими з ігор.

Хоча пристрій так і не був випущений в Північній Америці і Європі, але були плани це зробити - так, наприклад, Official UK PlayStation Magazine повідомляв, що кілька ігор (таких як Final Fantasy VIII) збережуть сумісність з PocketStation в локалізованих версіях. В результаті цього, зокрема, в PC-версії Final Fantasy VIII з'явилася міні-гра Chocobo World.